# 17. stoletje pr. n. št.
Sedemnajsto stoletje pr. n. št. obsega leta od 1700 pr. n. št. do vključno 1601 pr. n. št.

## Kronologija
- Kronologija 17. stoletja pr. n. št. zajema pregled najpomembnejših svetovnih dogodkov v tem stoletju.

## Glavni dogodki
- Minojci so okoli leta 1650 pr. n. št. pod vodstvom kralja Minosa ustanovili močno pomorsko državo v vzhodnem Sredozemlju in tako položili temelj minojski zlati dobi s središčem v mestu Knosos.
- Dinastija Šang, ki je na Kitajskem uvedla pisavo, je okoli leta 1600 pr. n. št. spodbudila razvoj mestne civilizacije.

## Religija in filozofija
- Kraljeva palača v Knososu je postala središče čaščenja naravnih bogov s človeškimi ali živalskimi lastnostmi.

## Umetnost in arhitektura
- Minojci so keramiko, ki so jo tudi krasili, pričeli izdelovati na lončarskem vretenu.

## Znanost in tehnologija
- Ladje, katerih gradnja je bila pod močnim minojskim vplivom, so bile grajene iz desk in dolge okoli 12 metrov.